# Hemipilia calophylla
Hemipilia calophylla är en orkidéart som beskrevs av C.S.P.Parish och Heinrich Gustav Reichenbach. Hemipilia calophylla ingår i släktet Hemipilia och familjen orkidéer. Inga underarter finns listade i Catalogue of Life.

## Bildgalleri

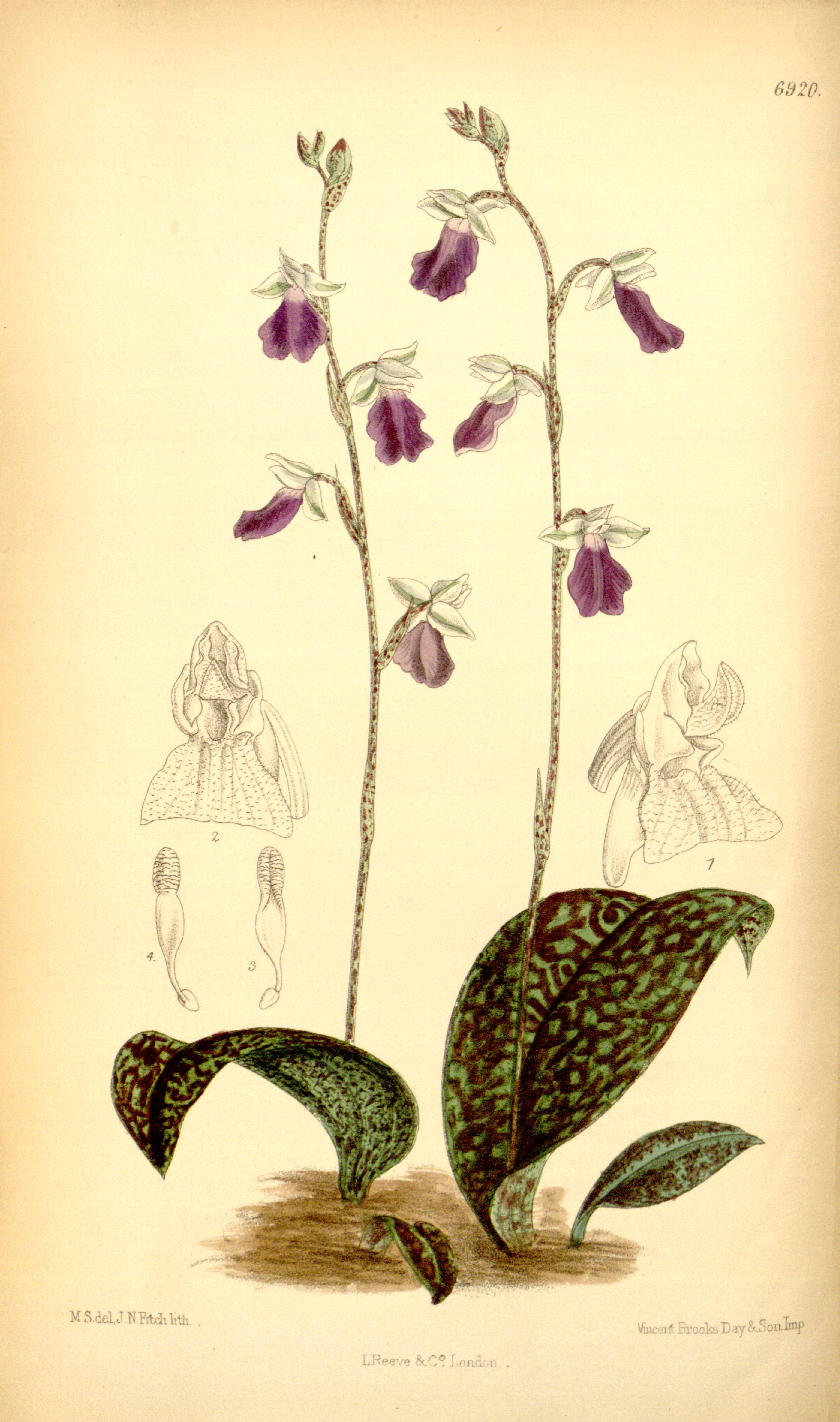